# Нижнесыроватский сельский совет (Сумский район)
Нижнесыроватский сельский совет (укр. Нижньосироватська сільська рада) — входит в состав
Сумского района
Сумской области
Украины.
Административный центр сельского совета находится в 
с. Нижняя Сыроватка.
С 2016 года является общиной.

## Населённые пункты совета
- с. Нижняя Сыроватка
- Червоненский сельский совет
  - с. Старое Село
  - с. Барвинково
  - с. Вишнёвое
  - с. Горное